# Рексем
Ре́ксем (англ. Wrexham, английское произношение: [ˈrɛksəm]; валл. Wrecsam, [ˈrɛksam]) — крупнейший город на севере Уэльса. Является административным центром графства Рексем. Как крупнейший город на севере Уэльса, он является административным, коммерческим, розничным и образовательным центром инфраструктуры региона.
На момент переписи 2001 года население центра Рексема насчитывало 42 576 человек, вместе с пригородами 63 084, что делает город седьмым по величине в Уэльсе.

## Спорт
В городе базируется уэльская футбольная команда «Рексем», играющая в Английской футбольной лиге.